# YDS
Йосемітська шкала складності (англ. Yosemite Decimal System; скорочення YDS) — система з трьох частин, що використовується для присвоєння рейтингів труднощі прогулянок, походів і сходжень. Шкала в основному використовується альпіністами в Сполучених Штатах та Канаді. Клас 5, перш за все, система класифікації скелелазіння, в той час як класи 1-3 використовуються в основному для піших прогулянок та трейлраннінгу.